# Gniazdowo (Mazovie)
Pour les articles homonymes, voir Gniazdowo.
Gniazdowo (prononciation : [ɡɲazˈdɔvɔ]) est un village polonais de la gmina de Stary Lubotyń dans le powiat d'Ostrów Mazowiecka de la voïvodie de Mazovie dans le centre-est de la Pologne.
Il se situe à environ 4 kilomètres à l'ouest de Stary Lubotyń (siège de la gmina), 15 kilomètres au nord d'Ostrów Mazowiecka (siège du powiat) et à 100 kilomètres au nord-est de Varsovie (capitale de la Pologne).

## Histoire
De 1975 à 1998, le village appartenait administrativement à la voïvodie d'Ostrołęka.